# Air Nippon

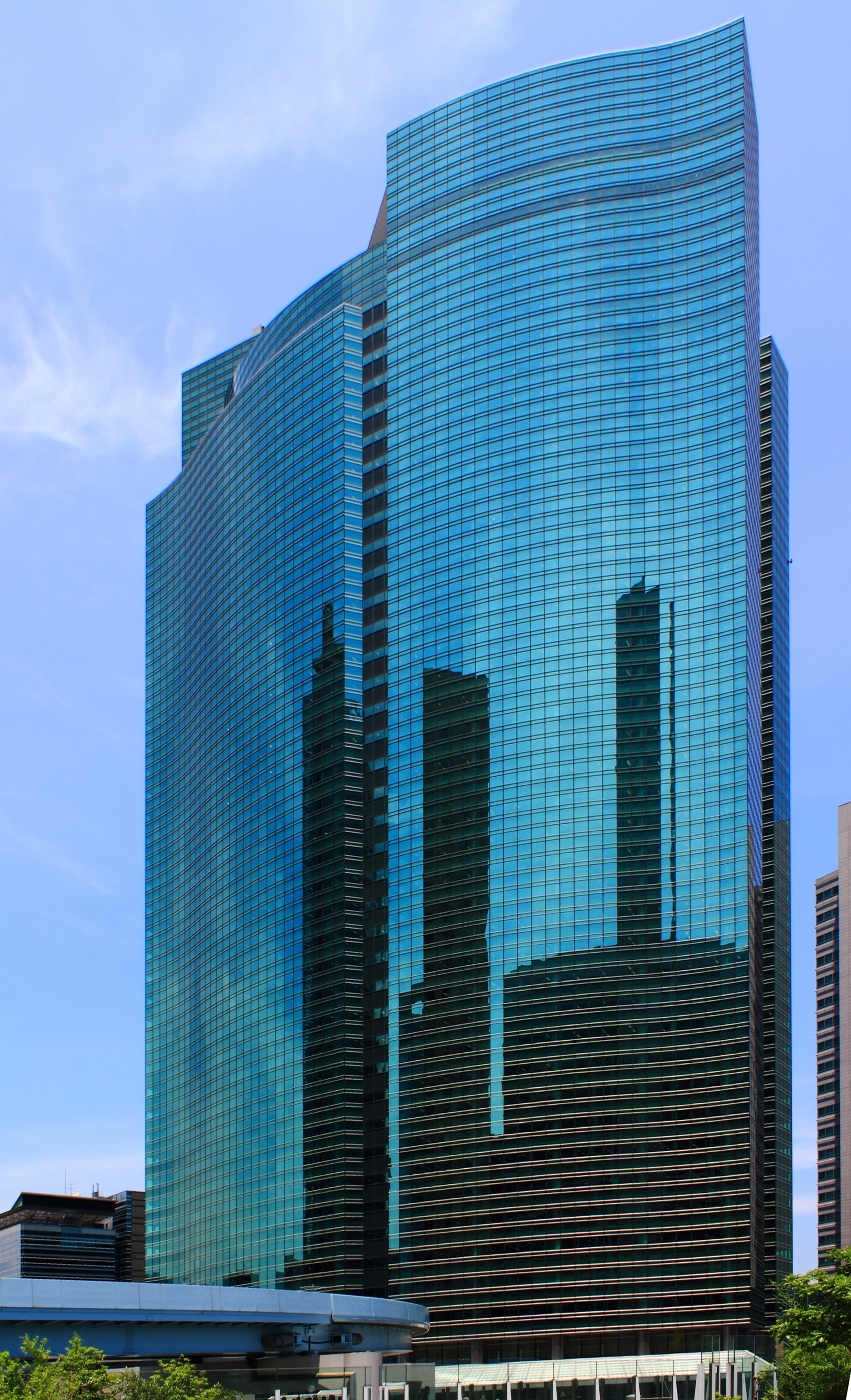
Shiodome City Center.

Air Nippon (エアーニッポン株式会社 Eā Nippon Kabushiki-gaisha?), fue una aerolínea regional con base en el complejo Shiodome City Center en Minato, Tokio, Japón. Se trataba de una filial total de All Nippon Airways (ANA), que operaba principalmente rutas cortas y vuelos a islas aisladas para complementar los vuelos de cabotaje de ANA. Su base de operaciones principal era el Aeropuerto Internacional de Tokio.

## Códigos
En abril de 2004, Air Nippon adoptó los códigos de vuelo de ANA así como los números de vuelos , si bien sus códigos propios permanecen en servicio en los vuelos a Taiwán sólo.

## Historia
La compañía fue fundada por ANA, Japan Airlines y TOA Domestic como Nippon Kinkyori Kōkū (日本近距離航空?   lit. Japan Short-Distance Airline) en marzo de 1974 y comenzó a operar el 10 de octubre de 1974. El nombre Air Nippon fue adoptado en 1987.
Como parte de la reorganización de ANA, los vuelos de cabotaje de Air Nippon han quedado ligados a los de ANA. Tiene doce aviones Boeing 737-200. ANA y Air Nippon usaban libreas y códigos IATA diferentes hasta abril de 2004, cuando Air Nippon adoptó la librea de ANA así como sus propios números de vuelo.  Como filial de ANA, es considerado miembro de pleno derecho de Star Alliance. Sin embargo, en los vuelos a la República China hasta abril de 2008, el código IATA de Air Nippon "EL" continuó siendo utilizado debido a cuestiones políticas y estos no eran considerados como vuelos de Star Alliance.
En 1998 la aerolínea puso su sede en Shinagawa, Tokio.
En 2002 Air Nippon situó su sede en la quinta planta del Utility Center Building (ユーティリティセンタービル 'Yūtiriti Sentā Biru'?) en el Aeropuerto Internacional de Tokio en Ōta. El Shiodome City Center, se convirtió en sede de Air Nippon y su matriz, ANA, abierta en 2003.
La aerolínea empleaba a 1.686 personas (en marzo de 2007) y es propiedad de Air Nippon Network que opera vuelos de alimentación.
En 2012 la aerolínea fue fusionada con All Nippon Airways.

## Destinos
Air Nippon operaba los siguientes vuelos de cabotaje:

Kantō
- Prefectura de Chiba
  - Narita (Aeropuerto Internacional Narita) Hub
- Tokio
  - Hachijōjima (Aeropuerto de Hachijojima)
  - Miyakejima (Aeropuerto de Miyakejima)
  - Ōshima (Aeropuerto de Oshima)
  - Ōta (Aeropuerto Internacional de Tokio - Haneda) Hub

Chūbu
- Prefectura de Aichi
  - Nagoya (Aeropuerto Internacional Chubu)
- Prefectura de Ishikawa
  - Komatsu (Aeropuerto de Komatsu)
  - Wajima (Aeropuerto Noto)
- Prefectura de Niigata
  - Niigata (Aeropuerto de Niigata)
- Prefectura de Toyama
  - Toyama (Aeropuerto de Toyama)

Kansai
- Prefectura de Hyōgo
  - Kobe (Aeropuerto de Kobe)
  - Aeropuerto Internacional de Osaka - Itami
- Prefectura de Osaka
  - Osaka
    - (Aeropuerto Internacional de Osaka - Itami) Hub
    - (Aeropuerto Internacional de Kansai) Hub

Chūgoku
- Prefectura de Hiroshima
  - Hiroshima (Aeropuerto de Hiroshima)
- Prefectura de Okayama
  - Okayama (Aeropuerto de Okayama)
- Prefectura de Shimane
  - Ōnan/Hagi, Yamaguchi Prefecture (Aeropuerto Iwami)
- Prefectura de Tottori
  - Tottori (Aeropuerto de Tottori)
  - Yonago (Aeropuerto de Miho-Yonago)
- Prefectura de Yamaguchi
  - Yamaguchi-Ube (Aeropuerto de Yamaguchi)

Tōhoku
- Prefectura de Akita
  - Akita (Aeropuerto de Akita)
  - Ōdate-Noshiro (Aeropuerto de Odate-Noshiro)
- Prefectura de Fukushima
  - Fukushima (Aeropuerto de Fukushima)
- Prefectura de Miyagi
  - Sendai (Aeropuerto de Sendai)
- Prefectura de Yamagata
  - Shōnai (Aeropuerto de Shonai)

Hokkaidō
- Hokkaidō
  - Asahikawa (Aeropuerto de Asahikawa)
  - Hakodate (Aeropuerto de Hakodate)
  - Kushiro (Aeropuerto de Kushiro)
  - Monbetsu (Aeropuerto de Monbetsu)
  - Nakashibetsu (Aeropuerto de Nakashibetsu)
  - Ōzora (Aeropuerto Memanbetsu)
  - Isla de Rishiri (Aeropuerto de Rishiri)
  - Sapporo
    - (Aeropuerto Nuevo Chitose)
    - (Aeropuerto Okadama)

  - Wakkanai

Shikoku
- Prefectura de Ehime
  - Matsuyama (Aeropuerto de Matsuyama)
- Prefectura de Kagawa
  - Takamatsu (Aeropuerto de Takamatsu)
- Prefectura de Kōchi
  - Kōchi (Aeropuerto de Kōchi Ryōma)
- Prefectura de Tokushima
  - Tokushima

Kyūshū
- Prefectura de Fukuoka
  - Fukuoka (Aeropuerto de Fukuoka)
- Prefectura de Kagoshima
  - Kagoshima (Aeropuerto de Kagoshima)
- Prefectura de Kumamoto
  - Kumamoto (Aeropuerto de Kumamoto)
- Prefectura de Miyazaki
  - Miyazaki (Aeropuerto de Miyazaki)
- Prefectura de Nagasaki
  - Gotō-Fukue (Aeropuerto de Gotō-Fukue)
  - Nagasaki (Aeropuerto de Nagasaki)
  - Isla de Tsushima (Aeropuerto de Tsushima)
- Prefectura de Ōita
  - Ōita (Aeropuerto de Oita)
- Prefectura de Okinawa
  - Ishigaki (Aeropuerto de Ishigaki)
  - Miyakojima (Aeropuerto de Miyako)
  - Naha, Isla de Okinawa (Aeropuerto de Naha)
- Prefectura de Saga
  - Saga (Aeropuerto de Saga)

### Antiguos vuelos internacionales
Air Nippon tenía vuelos regulares internacionales a Taipéi-Taoyuan y Kaohsiung; sin embargo, con la firma de un nuevo acuerdo aéreo Japón-República China, la propia ANA se ha hecho cargo de las operaciones entre Japón y Taiwán desde abril de 2008.

## Flota
La flota de Air Nippon se componía de las siguientes aeronaves (en diciembre de 2010):

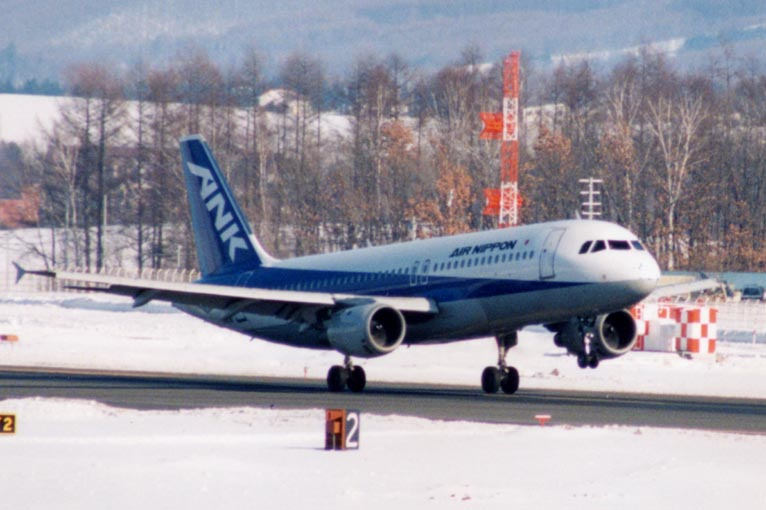
Airbus A320-200
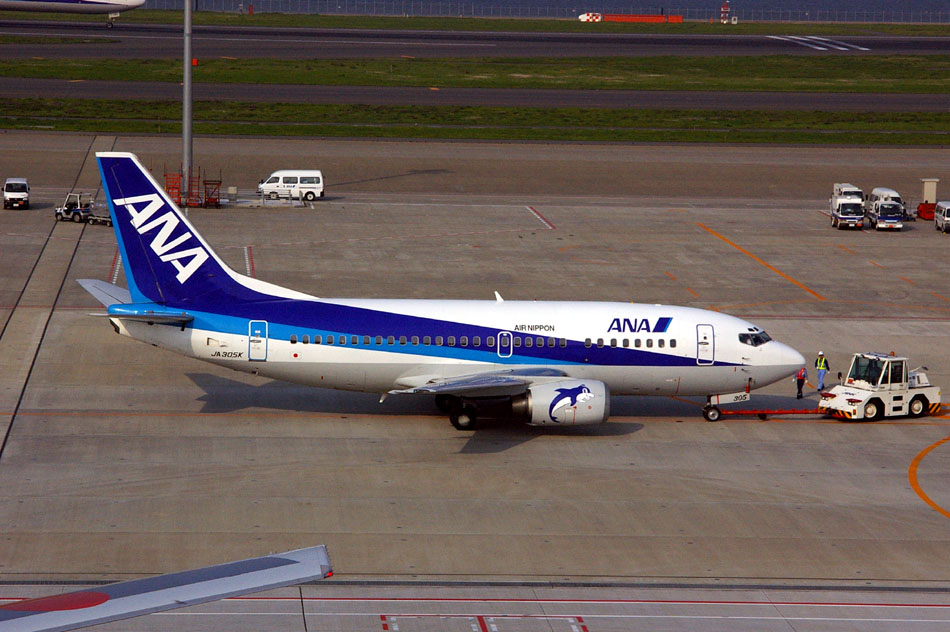
Boeing 737-500
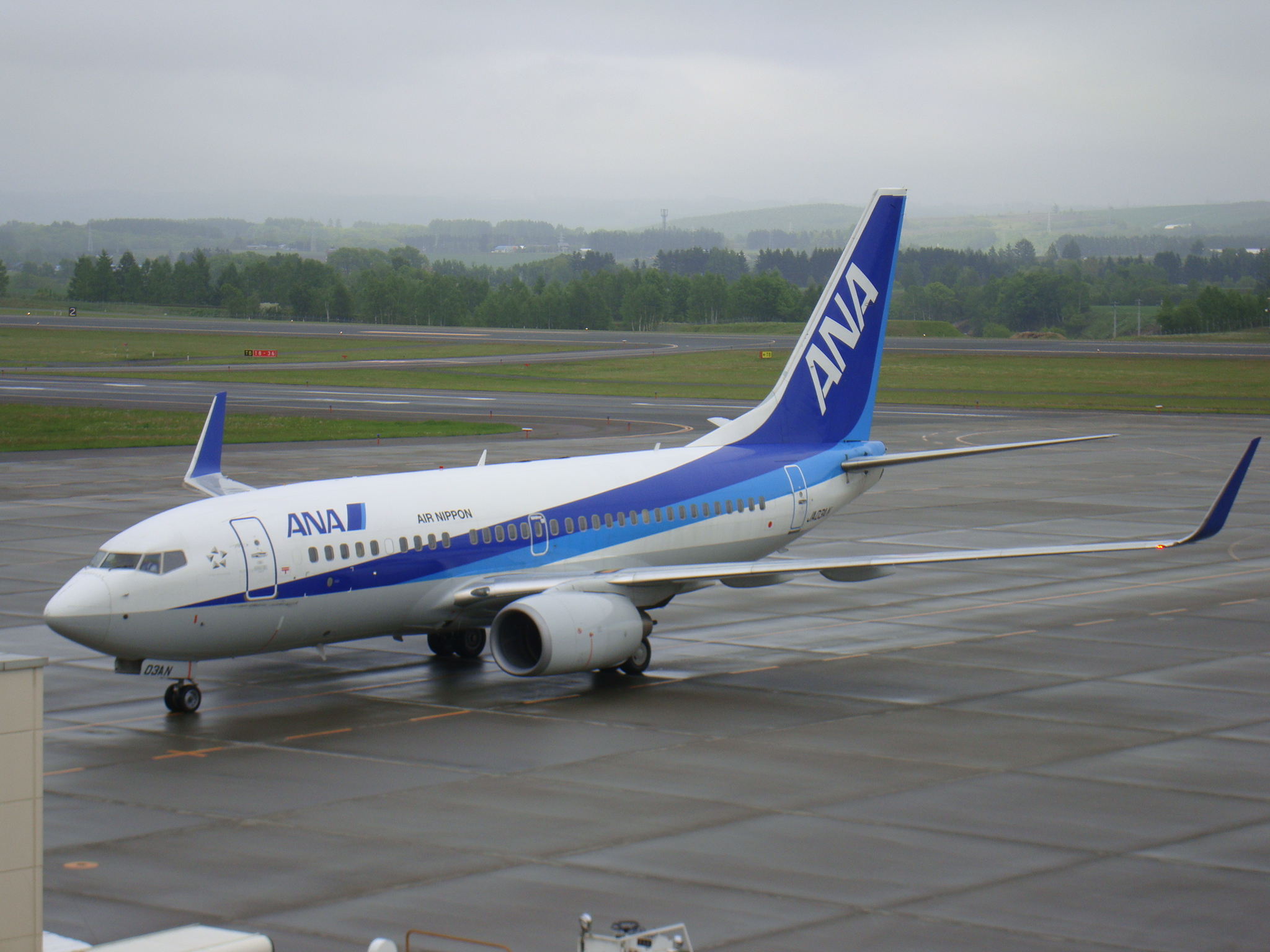
Boeing 737-700

### Anteriormente operados
- Boeing 737-400